# České hrady
České hrady je hudební festival, který se koná každý rok v letních měsících. Původně se konal na 5 českých hradech v 5 českých okresech, ale v dalších letech přibyly tři moravské hrady.
Festival je pořádán agenturou nedomysleno s.r.o., která pořádá např. i hudební a divadelní festival Mezi ploty. Hudební festival se koná každoročně v průběhu měsíců červenec a srpen a jeho cíl je zaměřen na rozvoj turistického ruchu a zviditelnění historických památek v jednotlivých regionech. Díky tomu že se festival odehrává přímo na nádvořích jednotlivých hradů nebo na loukách pod nimi, nabízí se netradiční atmosféra, která se liší o ostatních festivalů nejen ojedinělým prostředním, ale i bohatým sortimentem doplňkových služeb. V ceně vstupenky jsou zahrnuté i prohlídky stálých expozic hradů. Festival začíná v pátek odpoledne, kdy se koná maškarní průvod kolem hradu a vesnice. A pokračuje v sobotu v poledne až do půlnoci. Pod každým hradem vzniká stanové městečko, kde si mohou účastníci festivalu postavit stan. Na hradech také funguje úschovna zavazadel a kol a hlídané parkoviště. Na festivalu vystupují čeští a slovenští hudebníci např. skupina Kryštof, zpěvačka Aneta Langerová se svojí skupinou, česká punková skupina Vypsaná fiXa, slovenská skupina Horkýže Slíže, Wohnout, Chinaski, Visací zámek, No name a další.